# Rodrigo Ponce de León
Rodrigo Ponce de León (Mairena de l'Alcor, 1443 - Sevilla, 27/28 d'agost de 1492), va ser un noble i militar castellà, X senyor de Marchena, III comte d'Arcos, II i darrer marquès de Cadis, I duc de Cadis el 1484 i I marquès de Zahara. Va ser un dels principals capitans dels Reis Catòlics a la Guerra de Granada.

## Biografia
Segons uns autors, era fill natural del comte d'Arcos i la senyora Leonor Núñez Prado, i segons uns altres, fou fill segon del citat comte, Juan Ponce de León; així ho afirma el manuscrit que es conserva a la Biblioteca Nacional i que està publicat al tom 106, pàg. 143, de la Col·lecció de documents inèdits per a la història d'Espanya, i així ha de ser quan el 1462, o sigui abans de complir els deu i nou anys, el veiem fer servir el títol de marquès de Cadis i prendre part activa a correries contra els àrabs i al setge de Gibraltar. El títol de marquès fou concedit a la família del comte d'Arcs pel rei Enric IV en premi d'haver cercat al comte Joan la ciutat revoltada contra el monarca obligant-la a rendir-se; la cèdula de concessió diu, entre altres coses, el següent: 
| « | <I em plau, vull i mane que agora é d'aquí en endavant per sempre vós anomeneu marquès de la dita ciutat de Cadis, i en la vostra vida també se l'anomeni el dit don Rodrigo el vostre fill.> | » |

El nou marquès, una vegada possessionat de la ciutat, va construir una nova fortalesa, i en morir el seu cunyat va permutar amb la seva germana alguns terrenys per quedar-se amo per complet de l'illa que des de llavors porta el seu nom, anomenant-se illa de León. A la mort del seu pare va continuar les seves lluites de família amb els Medina-Sidonia, ensangonant gairebé diàriament el sòl d'Andalusia.
En morir Enric IV, encara que no va ocultar les seves simpaties per la princesa Juana, no va empunyar les armes a favor seu; però establerts ja als Reis Catòlics, va aprofitar l'estada dels reis a Sevilla per presentar-s'hi i rendir-los homenatge. Van confirmar al marquès la donació que de la ciutat de Cadis li va fer Enric IV amb tots els seus altres honors, i el marquès va presentar les claus de Jerez, d'Alcalá de Guadaira, de Constantina i d'altres fortaleses conquerides per ell. Una de les principals raons d'haver-se mostrat poc inclinat el marquès de Cadis, en no figurar entre els partidaris de la reina Isabel, va ser haver-se casat amb una filla del marquès de Villena, el turbulent ministre d'Enric IV, però quan les circumstàncies el van portar a reconèixer a en Fernando i a na Isabel no van tenir els Reis Catòlics súbdit més lleial ni més brau paladí.

## La presa d'Alhama
Desitjós de la revenja per la pèrdua de Zahara, es va entendre amb Diego de Merlo, assistent de Sevilla, i amb el capità de les companyies d'escaladors Juan Ortega del Prado per conquistar Alhama, que si bé forta per la seva situació i defensa, estava descuidada, amb guarnició escassa, adormits els seus habitants i fiats en les condicions naturals de la plaça que consideraven com inexpugnable. La riquesa de les seves fàbriques de drap, el ser erari dels cabals i contribucions del país i estar habitada per moltes famílies poderoses, va acabar per decidir al marquès de Cadis i als seus amics, que reunint a Marchena uns 3.000 genets i 4.000 peons van arribar al tercer dia d'una marxa que van procurar portar tot el secreta possible, a una vall immediata a Alhama, i abans que es despertés l'1 de març de 1482, 300 soldats escollits manats per Ortega van escalar la ciutadella, els qui van sorprendre la guarnició i van obrir la porta a l'hoste cristiana que capitanejava el marquès. La gran resistència que presentaven els habitants de la ciutat va fer que alguns opinessin, en el Consell que es va celebrar, per desmantellar la ciutat i retirar-se, però l'energia amb què s'hi va oposar Ponce de León i altres va vèncer totes les dificultats, doncs enardits els ànims van aconseguir apoderar-se de la ciutat després d'acarnissada lluita, en què el terreny va ser conquistat pam a pam, i al que va seguir un saqueig desenfrenat;
| « | <ansi fué tomada la villa de Alhama, que era la más rica pieza de su tamaño que había en tierra de moros.> | » |

La noticia de la pèrdua de la fortalesa degué causar a Granada una profunda pena i gran consternació, quan la musa popular esclatà en plors de dolor amb aquell patètic romanço compost per al trist tema;
| « | <"¡Ay de mi Alhama!"> | » |

que després passà al romancer espanyol i que dos segles i mig més tard fou traduït a l'anglès per Lord Byron.
El sultà de Granada va córrer a assetjar la ciutat i no podent prendre-la per assalt, com va intentar, va apel·lar a l'arbitri de privar-los d'aigua del riu que llepa els murs de la plaça, impedint que sortissin els assetjats a sortir-ne. En situació tan desesperada el marquès de Cadis va donar a tots proves de resignació a les privacions i va enviar correus, que van aconseguir despenjar-se per la muralla de nit, els cavallers d'Andalusia perquè no l'abandonessin a l'empresa. Quan era més cruel la situació van veure els assetjats com abandonaven el camp els assetjadors davant la tropa de socors que apropava, anant al capdavant el duc de Medina-Sidonia, l'etern enemic de Ponce de León, que havia volgut donar exemple de la seva magnamitat acudint a l'auxili del seu rival oblidant velles rivalitats i escoltant només la veu del patriotisme. El marquès de Cadis, després de deixar Merlo amb una guarnició de 800 homes, va marxar amb la resta de l'exèrcit vers Antequera, on l'esperava el rei Ferran. El 30 d'abril, formant part amb el seu hoste de l'exèrcit reial va tornar a Alhama per abastir-la i lliurar-la d'un nou setge.

## Els sarraïns no donen descans
La derrota de Loja i les contínues aldarulls realitzades pels àrabs en terra de cristians van congregar a un cert nombre de 
cavallers andalusos, entre ells Ponce de León, amb l'objecte de prendre venjança d'aquests ultratges. El mestre de Sant Jaume, Alonso de Cardenas, encarregat de la frontera d'Ecija, va proposar una incursió a l'Axarquía de Màlaga, i encara que el marquès de Cadis li va exposar que segons les seves notícies l'Axarquía era un país muntanyós i enriscat, ple de barrancs i precipicis, propi només per a abric de bandolers i saltejadors, va ser seguit el pla del mestre de Santiago, reunint-se a Antequera el març de 1483 una lluïda hoste que va avançar ordenada entre divisions, manada l'avantguarda per Alonso d'Aguilar i Pedro Enriquez, el centre pel marquès de Cadis i el comte de Cifuentes, i la rereguarda que anava custodiant el bastiment, pel mestre de Santiago. Internats en aquelles escabrositats i advertit el governador de Màlaga d'aquell temerari intent, va agafar els cristians per un flanc, mentre els àrabs de l'Axarquía els atacaven per l'oposat, causant-los veritable destrossa a la columna expedicionària, morint en la lluita molts cavallers d'il·lustre llinatge, flor de la noblesa andalusa. El marquès de Cadis, guiat pel lleial adalid Luis d'Amar, va poder vorejar la muntanya i sortir de la serra amb unes 60 llança, després de córrer grans perills i haver vist morir tres dels seus germans i dos dels seus nebots, amb molts dels seus més cars deutes i amics.

En la retirada, va dir Alfonso de Castro, 
| « | <"va donar el marquès de Cadis la més alta prova del seu valor i perícia, perquè els seus, encara que va regnar en ells la desolació per la multitud dels contraris, fugien, sí, però amb concert, no lliurant-se, posseïts del terror, en presa miserable dels seus enemics. El seu camp es fortificava de nit... Cada host d'enemics que sortia a molestar-los en la retirada, sempre era rebuda amb els nus acers, amb les llances ben dretes, amb les banderes obertes a l'aire, amb els escuts embragats... Mai no es va trobar un capità il·lustre en turment igual: per tot arreu no veia en el seu assetjat exèrcit una altra cosa que semblants macilents gastats i consumits per la contínues desgraciades, gastades les municions, la vitualles donant-se per unces als famolencs soldats, els braços febles pel cansament, els cossos ferits, les seves robes destruïdes, que més semblaven mortalles d'homes vius... Sempre va quedar ferm a la seva memòria el record d'aquesta retirada; no per al marquès un dolor dels que passen, sinó un dels turments que preservessin. Cobert d'ànsies i cor, però suspensos els sentits per prosseguir en la defensa del seu hoste, es veia aquell heroi que constantment donava per seva la victòria i que ara fugia: aquell que abans es gaudia en xiscle de la seva gent, que amb el ressò del seu nom torbava els exèrcits enemics, ara gairebé sentia les veus dels que el perseguien.> | » |

## Batalla de Lucena i altres conquestes
Un mes més tard, a la batalla de Lucena, van venjar els cristians el desastre de l'Axarquía, derrotant els àrabs, causant-los nombroses baixes i fent presoner al mateix Muhàmmad XII, conegut com Boabdil. Amb motiu de discutir-se en Consell, presidit pel rei, l'assumpte de si s'havia d'accedir o no al rescat del rei àrab, el marquis de Cadis es va mostrar hàbil polític exposant el seu parer, que, finalment, va ser adoptat, que no hi havia res més convenient per a la causa cristiana que concedir la llibertat de Boabdil, i concedir-la, com més aviat millor, doncs de seguir presoner, les ciutats i terres del regne de Granada que estaven a favor seu, perduda l'esperança de la seva llibertat, tornarien a l'obediència del rei, el seu pare, com ja havia succeït amb algunes i, en canvi, en posar-lo en llibertat s'encenia la guerra civil entre els musulmans, cosa que equivalia al triomf dels cristians.
Els governadors de Màlaga i Ronda, complint ordres del vell rei Muley, amb l'objecte de mantenir viu l'entusiasme religiós, van sortir amb fort host a devastar les terres planes i fèrtils del regne de Sevilla, capturant bestiar i fent captius. Contra ells van marxar el marquès de Cadis per la part de Jerez i per la d'Utrera i Morón Luis Portacarrero amb els vassalls de les seves alcaldies i senyorius, i amb algunes companyies de les germandats, derrotant els musulmans a les marges del Lapera el 17 de setembre de 1483, causant-los més de 600 baixes entre morts i captius, recobrant moltes espases, cuirasses i escuts perduts l'Axarquía i que ostentaven amb orgull en mans i pits els àrabs de les muntanyes, i conquerint 15 estendards que van ser enviats a Vitòria, on es trobaven aleshores els reis.
A aquest triomf va seguir la presa de Lahara el 28 d'octubre d'aquell mateix any per la força dels cavallers citats, apoderant-se'n per sorpresa, valent el fet a Ponce de León el títol de duc de Cadis i marquès de la citada vila.
En arribar en 1484 el rei Ferran a Andalusia, acceptant el parer del marquès de Cadis, que en obra i consell, fou dels excel·lents cavallers del seu temps, va decidir marxar contra Alora, d'on rebien els cristians greus danys per estar al mig del camí entre Màlaga i Antequera. Al juny d'aquell any va ser presa la ciutat, sent la primera fortalesa àrab que en aquelles guerres de Granada es va rendir a l'artilleria que dirigia el marquès de Cadis.
A principis de 1485, en una expedició feia Màlaga, va prendre la plaça de Benamejí, marxant després amb l'exèrcit reial feia Ronda, doncs segons confidències que va tenir el marquès de Cadis, comptant amb la fortalesa natural de la plaça, que es considerava inneccessible, es trobaven els seus defensors emprats a córrer els camps de Medina-Sidonia. El rei Ferran va confiar al marquès un cos de 8.000 peons i 3.000 genets amb l'artilleria, mentre ell simulava una marxa cap a Loja per donar lloc que fossin transportats sense obstacles canons i llombardes. Aconseguit l'objecte, es va presentar abans la ciutat, que després de curta, però aferrissada lluita, va ser presa pels cristians el 23 de maig de l'any abans esmentat.

Al maig de l'any següent va prendre part al setge i entrega de Loja, causant els seus tiradors dues ferides a Boabdil, prenent part a les capitulacions en nom del rei i acompanyat amb una escorta als capitulats fins a deixar-los en lloc segur, camí de Granada. Va concórrer al setge de Velez Màlaga (17 d'abril a 3 de maig de 1487), salvant, amb altres cavallers, la vida del rei i desallotjant en Muhàmmad XIII (conegut com el Zagal), de la posició que ocupava a les muntanyes. En marxar el rei a assetjar Màlaga, va confiar al marquès un dels llocs d'avantguarda. El marquès de Cadis va rebre en aquest setge una greu ofensa d'Hammet el Zegrí, que manava la plaça enemiga.
| « | <"Quan el cabdill moro, va veure al marquès afanat en obsequiar a la reina Isabel, que havia anat a visitar la seva estada, va fer clavar a la més alta torre del castell de Gibralfaro l'estendard agafat al marquès de Cadis als cingles de l'Axarquia. Va encendre en ira aquella provocació al cavaller andalús, i l'endemà va fer girar totes les llombardes contra el castell, fins a aconseguir desmantellar una de les seves torres, i va aproximar els seus trens i atrinxeraments a tir de ballesta del formidable baluard. Lluny d'intimidar-se per això la guarnició sarraïna, es va veure una nit el campament del de Cadis atacat rudement per una horda de fins a 2.000 ferotges gomels acabdillats per Ibrahim Zenete, el segon de Hammet. Descansava el marquès a la seva tenda aclaparat per la fatiga, quan va sentir el soroll de la baralla; va aixecar-se espaordit, va acudir a mig armar amb el seu alferes i el seu pendó, va arengar als seus i els va refer, i en aquella renyidíssima lluita se li clavà una sageta enemiga en un braç; també Ibrahim Zenete va rebre una llançada que el va obligar a retirar-se; entre els capitans cristians que allí van morir es va comptar a l'intrèpid Ortega del Prado, aquell famosos cap d'escaladors que va projectar i va ser el primer a executar la cèlebre conquesta d'Alhama; però els sarraïns van haver de replegar-se al castell.> | » |

El 1488, marxant a l'avantguarda cap a Almeria, va caure en una emboscada que li va preparar a les portes de Baza, el Zagal, patint gran estrall la seva força, que només va poder ser salvada per l'oportú socors del gruix de l'exèrcit del rei al capdavant.
Com sempre es va distingir, en el setge de Baza (1489), manant un dels exèrcits assetjadors, i en ocasió de voler visitar la reina Isabel la part nord del camp, on podia ser aconseguida des de les muralles enemigues, el marquès de Cadis, coneixedor del caràcter cavalleresc del defensor Cid Hiaya, li va pregar, aconseguint-ho, que suspengués les hostilitats en tant que passava la reina. Al setge de Granada va figurar en gairebé totes les trobades, i es va distingir en l'anomenada batalla de Zubia o de la reina, motivada per haver volgut Isabel, des d'aquest poble, contemplar de prop la ciutat de Granada. Els àrabs, en veure tan brillant seguici al seu abast, van sortir de la plaça en pla provocador, i encara que la reina va prohibir que es contestés a les seves amenaces, una descàrrega d'artilleria va acabar amb la paciència dels cavallers cristians, que van escometre i van atropellar els àrabs.

El favor que mereixia el marquès de Cadis dels reis es demostra amb el fet que la reina acceptés, en arribar al campament, la tenda d'or i seda que Ponce de León portava sempre per allotjar-se.
| « | <"El marquès-duc de Cadis, nervi i ànima, com l'Aquil·les d'aquesta famosa guerra, que des del principi fins al final, des de la sorpresa d'Alhama fins a la rendició de Granada, es va trobar a totes les batalles i es va assenyalar pel seu esforç en tots els combats, el més complert cavaller castellà, amant dels seus reis, estimat dels seus vassalls i galant amb les dames, tan actiu per adquirir béns com a pròdig a gastar-los, aquest insigne campió de la seva religió i de la seva pàtria, va sobreviure poc a la conquesta de Granada, morint encara en bona edat (49 anys), a conseqüència de les seves llargues fatigues i patiments, i com si aquest soldat de la fe, igual que el seu amic el de Medina-Sidonia, vençuts els guerrers de Mahoma, haurien complert la seva missió sobre la terra.> | » |

Aquest judici de Lafuente està fundat no només en els fets sinó en l'opinió dels contemporanis i dels antics historiadors.

## Més judicis envers Ponce de León
Jerónimo de Zurita diu que 
| « | <"va ser el que en la conquesta del regne de Granada més glòria i renom va aconseguir entre tots els grans del seu temps i sense que cap pogués, i sense que cap se'n pugui agraviar, que més part va tenir en les gestes que allà es van obrar i a qui els moros més van témer.> | » |

Lucio Marineo Sículo afirma que si va decir verdad, a él se le debe la mayor y más principal alabanza de las victorias de Granada.

Adolfo de Castro traça de la manera següent el retrat físic i moral del famós guerrer:Don Rodrigo Ponce de León, un de los majors herois de la història d'Espanya conta
| « | <"fou d'alta estatura, de pell blanca, rossos cabells, no arrissats al ferro efeminadament sinó al dur contacte de l'elm que és dels últims anys de la seva infantesa va oprimir les temples. No parlava sent nen sinó de les guerres: gaudís a reconèixer els arnesos, a provar el temple de l'espasa, a embraçar la rodella. Només volia dormir sobre l'escut. Muntava graciosament un cavall i no era fàcil trobar qui l'excedís en destresa per manejar-lo. Tenia per gala el desafiament al vestir. Tots celebraven les seves altes peces sense infamar-lo, ja que no trobaven res què censurar en ell, ni la prudència ni la calúmnia. No va poder mai contenir els impacients desitjos del seu esperit... El seu valor mai va arribar a la temeritat, ni va tocar encara en la imprudència. Les seves ordres de vegades més semblaven que mandats precs, ja que no volia recordar que podia manar el que pregava...El succés més inopinat el trobava sempre previngut. Esforçava les seves tropes amb més energia que paraules, perquè la força de la seva voluntat amb poques sabia transmetre'ls el foc bèl·lic que cremava al seu cor... Els seus vassalls no es cansaven d'agrair-li els seus favors, ni ell de repetir-los i continuar-los. Hi eren naturalesa, la misericòrdia; la severitat o el rigor de la justícia, violència. En els grans perills, com si fos de marbre o de bronze, no sentia; sobre les fatigues estaven l'agitació del seu esperit, el seu sofriment incansable, la seva confiança en vèncer, que quan arribava era un tard alleujat a la impaciència del seu cor fogós. La seva entesa clara, amb aquella vivacitat que es dirigia constantment a l'encert, no veia en el perill el perill, sinó la victòria que esperava el seu desig.> | » |

Els seus estats, que comprenien la població d'Arcos de la Frontera, amb 3.000 cases; la vila d'Azahara, de 800 veïns; la de Rota, amb les seves almadraves, de 600; la de Chipiona, de 100, el castell i l'illa de León, amb el pont de Suazo i les salines; la vila d'Ubrique, de 400; la de benaocàs, de 100; la de Villaluenga, de 100, i la de Grazalema, de 300; en totes les quals exercia jurisdicció per mitjà d'alcaldes majors i corregidors, i a Cadis per mitjà d'un assistent, van passar per no deixar fills legítims que poguessin heretar-les, a la seva filla gran Francisca, casada amb el seu cosí Luis Ponce de León.